# Madonna van de steengroeve
De Madonna van de steengroeve (Italiaans: Madonna delle Cave) is een schilderij van Andrea Mantegna dat hij waarschijnlijk tussen 1488 en 1490 maakte. Het maakt al zeker vanaf 1704 deel uit van de collectie van de Galleria degli Uffizi in Florence.

## Herkomst
Giorgio Vasari beschreef het schilderij in 1586 toen het zich in de collectie van Francesco I de' Medici bevond. Volgens Vasari was de Madonna van de steengroeve gemaakt tijdens het verblijf van de kunstenaar in Rome. Sommige kenners hebben het werk in verband gebracht met een werk dat Mantegna in een brief uit 1484 aan Lorenzo de' Medici belooft. Omdat Mantegna bepaalde thema's in zijn werk herhaalt, zoals de aanwezigheid van een rotsachtige achtergrond, is het zeer moeilijk om tot een chronologie te komen voor ongedateerde werken.

## Voorstelling
Maria zit met haar slapende zoon in haar armen voor een ruige rotsachtige uitloper, misschien op de top van de berg Golgotha. Maria is gekleed in een rode jurk (symbool van goddelijke liefde) en draagt daarover een blauwe mantel versierd met gouden randen. De twee personages hebben cirkelvormige aureolen om hun hoofd die enigszins doorzichtig zijn. 
De naam van het werk is afgeleid van de steengroeve die rechts te zien is, waar enkele arbeiders bezig zijn een plaat, een zuilschacht en een kapiteel uit te hakken. Verderop, voor een grot, werken anderen aan een sarcofaag. Dit is een toespeling op de geseling (zuil) en het graf van Christus (sarcofaag). Maria kijkt me een triest blik naar haar kind dat dit zware lot te wachten staat. Op Christus als de lijdende verlosser, een ander werk van Mantegna, is een soortgelijke achtergrond te zien. Het toont ook de bewondering van de schilder voor de antieke kunst. Hiermee had hij in Rome nader kennis gemaakt. 
De linkerhelft van de achtergrond laat een weg zien, waar enkele personages en een herder met zijn kudde lopen, een veld waar  boeren hooi aan het oogsten zijn en, in de verte, een kasteel en een weg die naar een stad leidt, omringd door muren.
De overgang tussen de schaduw van de rechterhelft van de achtergrond en het licht van de linkerhelft is geïnterpreteerd als een allegorie van de verlossing, die plaatsvindt door tussenkomst van Christus en de Kerk, gesymboliseerd door Maria. Sommige kenners denken een specifieke plek te herkennen op het schilderij. In dat verband worden de bergen rond Carrara en het gebied rond Roncà tussen Vicenza en Verona genoemd.

## Afbeelding

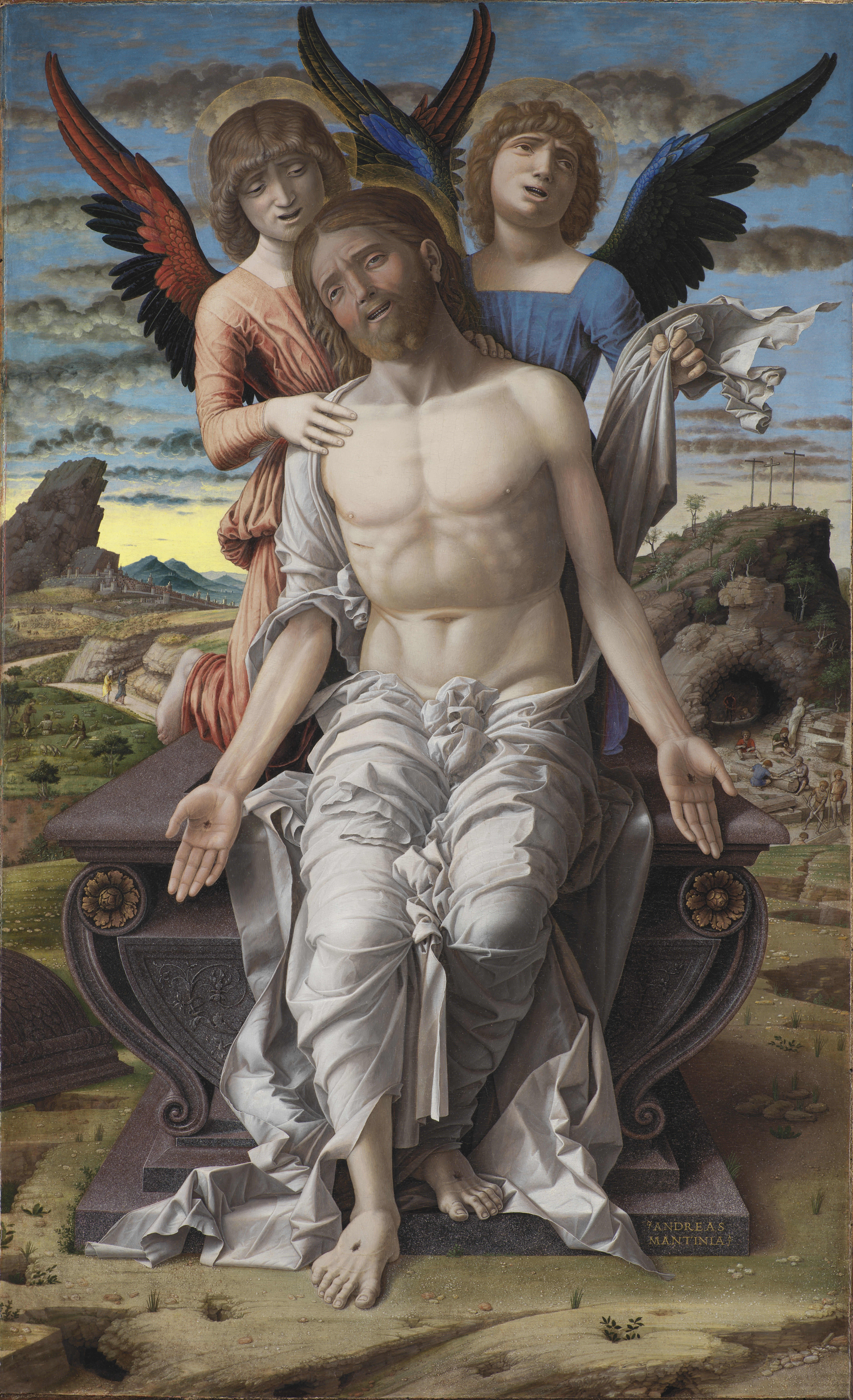
Christus als de lijdende verlosser